# Lijst van rijksmonumenten in Rijssen
De plaats Rijssen telt 22 inschrijvingen in het rijksmonumentenregister. Hieronder een overzicht.
| Object                                                                                                  | Oorspronkelijke functie?  | Bouwjaar                                                                | Architect                | Locatie              | Coördinaten?                  | Nr.?   | Afbeelding                                               |
| --- | ------------------------- | ----------------------------------------------------------------------- | ------------------------ | -------------------- | ----------------------------- | ------ | -------------------------------------------------------- |
| Joodse begraafplaats                                                                                    | Begraafplaats en -onderdl | 1878 (ingebruikname)                                                    |                          | Arend Baanstraat     | 52° 17' 34" NB, 6° 31' 9" OL  | 33020  | Meer afbeeldingen                                        |
| Eenvoudig pand met houten topgevel, vensters met roedeverdeling; het grootste met halve luiken behangen | Woonhuis                  |                                                                         |                          | Bouwstraat 49        | 52° 18' 26" NB, 6° 31' 7" OL  | 33021  | Meer afbeeldingen                                        |
| Boerderij onder een met riet en pannen gedekt wolfdak                                                   | Boerderij                 | 1773                                                                    |                          | Oude Veerweg 6       | 52° 19' 16" NB, 6° 31' 41" OL | 33022  | Meer afbeeldingen                                        |
| Pand met halve verdieping en gedekt door schilddak met hoekschoorstenen                                 | Werk-woonhuis             | 19e eeuw                                                                |                          | Rozengaarde 63       | 52° 18' 27" NB, 6° 31' 24" OL | 33025  | Meer afbeeldingen                                        |
| Schildkerk of Grote Kerk                                                                                | Kerk en kerkonderdeel     | 16e eeuw                                                                |                          | Schild 8             | 52° 18' 28" NB, 6° 31' 20" OL | 33026  | Meer afbeeldingen                                        |
| Zandstenen stadspomp                                                                                    | Straatmeubilair           | 1799                                                                    |                          | Haarstraat           | 52° 18' 31" NB, 6° 30' 48" OL | 33027  | Meer afbeeldingen                                        |
| Pand met trapgevel                                                                                      | Woonhuis                  | 1664                                                                    |                          | Grotestraat 7        | 52° 18' 30" NB, 6° 31' 17" OL | 33028  | Meer afbeeldingen                                        |
| Pand met een in twee gedeelten op geprofileerde korbelen overkragende top                               | Woonhuis                  |                                                                         |                          | Grotestraat 25       | 52° 18' 32" NB, 6° 31' 21" OL | 33029  | Meer afbeeldingen                                        |
| Pelmolen Ter Horst                                                                                      | Industrie- en poldermolen | 1752                                                                    |                          | Pelmolenpad 9 en 9a  | 52° 18' 55" NB, 6° 32' 5" OL  | 33030  | Meer afbeeldingen                                        |
| Volkspark: Parkgebouw                                                                                   | Welzijn, kunst en cultuur | 1914                                                                    | Karel Muller             | Oosterhofweg 49      | 52° 18' 37" NB, 6° 31' 44" OL | 508545 | Meer afbeeldingen                                        |
| Volkspark: Volière                                                                                      | Dierenverblijf            | 1922                                                                    |                          | Oosterhofweg 49      | 52° 18' 37" NB, 6° 31' 44" OL | 508546 | Meer afbeeldingen                                        |
| Volkspark: Gedenknaald Ter Horst                                                                        | Gedenkteken               | 1922                                                                    |                          | Oosterhofweg 49      | 52° 18' 37" NB, 6° 31' 44" OL | 508547 | Meer afbeeldingen                                        |
| Volkspark: park                                                                                         | Tuin, park en plantsoen   | ca. 1920                                                                | Leonard Springer         | Oosterhofweg 49      | 52° 18' 37" NB, 6° 31' 44" OL | 508548 | Meer afbeeldingen                                        |
| H. Dionysius                                                                                            | Kerk en kerkonderdeel     | ca. 1925                                                                | Joseph Cuypers           | Rozengaarde 51       | 52° 18' 30" NB, 6° 31' 25" OL | 508555 | Meer afbeeldingen                                        |
| Pastorie                                                                                                | Kerkelijke dienstwoning   | 1924                                                                    |                          | Rozengaarde 53       | 52° 18' 29" NB, 6° 31' 24" OL | 508556 | Pastorie                                                 |
| Poortgebouw van de Rooms Katholieke begraafplaats                                                       | Begraafplaats en -onderdl | ca. 1880                                                                |                          | Enterstraat 118      | 52° 18' 24" NB, 6° 31' 47" OL | 508557 | Meer afbeeldingen                                        |
| Dagsanatorium                                                                                           | Gezondheidszorg           | 1914                                                                    |                          | Oosterhofweg bij 250 | 52° 18' 22" NB, 6° 32' 16" OL | 508558 | Meer afbeeldingen                                        |
| Begraafplaats met familiegraven van de familie Ter Horst                                                | Begraafplaats en -onderdl | 1890                                                                    |                          | Lentfersweg bij 9    | 52° 18' 20" NB, 6° 31' 29" OL | 508559 | Begraafplaats met familiegraven van de familie Ter Horst |
| Villa van familie Ter Horst                                                                             | Woonhuis                  | 1912                                                                    | Van der Goot en Kruisweg | Wierdensestraat 114  | 52° 18' 47" NB, 6° 31' 40" OL | 508560 | Meer afbeeldingen                                        |
| Oosterhof: hoofdgebouw                                                                                  | Kasteel, buitenplaats     | eerste kwart 16e eeuw (oorsprong) midden 17e eeuw (uitbr.) 1967 (rest.) |                          | Kasteellaan 1        | 52° 18' 35" NB, 6° 32' 8" OL  | 514957 | Meer afbeeldingen                                        |
| Oosterhof: tuinmuur                                                                                     | Tuin, park en plantsoen   | eerste kwart 19e eeuw                                                   |                          | Kasteellaan bij 1    | 52° 18' 35" NB, 6° 32' 8" OL  | 514959 | Meer afbeeldingen                                        |
| Oosterhof: historische parkaanleg                                                                       | Tuin, park en plantsoen   | 17e/19e eeuw                                                            |                          | Kasteellaan bij 1    | 52° 18' 33" NB, 6° 32' 5" OL  | 529905 | Meer afbeeldingen                                        |